# Brian Bason
Brian Bason (sinh ngày 3 tháng 9 năm 1955) là một cầu thủ bóng đá người Anh đã giải nghệ thi đấu ở vị trí tiền vệ.
Ông theo học trường Thomas Bennett School (now Thomas Bennett Community College) ở Crawley tại West Sussex và thi đấu cho England Schoolboys ở vị trí hậu vệ trái. Sau đó ông thi đấu cho nhiều đội bóng tại Football League, gồm Chelsea và Plymouth Argyle.
Một bàn thắng cho Chelsea vào lưới Carlisle của ông được xem là bàn thắng đẹp thứ sáu của năm 1976.
Sau khi giải nghệ Bason được cho là sống ở Truro, Cornwall nơi ông đang vận hành một khách sạn.